# 김세연 (미스코리아)
김세연(1998년 11월 17일~)은 대한민국의 전 미스코리아이다.

## 주요 이력
- 2019년 미스코리아 진(眞)
- 2019년 미스코리아 USA 진(眞)

## 기타
작곡가 김창환의 셋째 딸이다.